# Beamrider
Beamrider é um jogo de nave e tiro espacial lançado pela Activision, criado por David Rolfe, que se passa acima da atmosfera da Terra, onde um grande escudo alienígena chamado de "Escudo Restritor" rodeia a Terra. O objetivo do jogador é passar pelos 99 setores enfrentando as naves alienígenas enquanto pilota a nave Beamrider que é equipada com tiros infinitos de curto alcance e um suprimento limitado de torpedos. O jogador recebe três destes no início de cada setor.

## Gameplay
O jogo possui ao todo 99 fases, para avançar para o próximo nível, o jogador deve destruir quinze naves inimigas que aparecem na cor branca. Uma "Nave Sentinela" aparecerá então, que pode ser destruída usando um torpedo (se ainda restar algum), fazendo isso o jogador ganhará pontos de bônus. O inimigo tentará destruir a nave do jogador com tiros laser, bombas e vários tipos de naves, algumas só poderão se destruídas com torpedos, mas o jogador pode simplesmente desviar destes ataques.
Ocasionalmente, durante um setor, "Rejuvenescedores Amarelos" (vidas extras) aparecem. Eles podem ser recolhidos para obter uma nave extra, mas se forem atingidos, se transformam em detritos e podem destruir a nave do jogador.
A Activision ofereceu insignias especiais do jogo Beamrider para jogadores que chegassem ao Setor 14 com 40 000 pontos e enviassem uma foto da tela comprovando a sua conquista.

## Recepção
O  Deseret News  em 1984 deu à versão ColecoVision de  Beamrider  três estrelas, descrevendo-a como "basicamente um jogo espacial do tipo slide-and-shoot". O site Atarimania classificou o jogo como 77.º melhor jogo do console Atari 2600, logo após o jogo E.T. - The Extra-Terrestrial.